# Доленчани
Доленчани, доленці (нім. Tollenser) — західнослов'янське плем'я, що входило між X і XII ст. в племінний союз лютичів. Вони жили на сході від Доленського озера (Толлензезе) та річки Толлензе в сучасній федеральній землі Мекленбург — Передня Померанія. Вперше доленчани були згадані в X ст. в хроніці Відукінда Корвейського. За свідоцтвом Тітмара Мерзебурзького, «доленчани» (або далемінці) — німецька назва слов'янського племені, яке по-слов'янськи називалося «гломачі». Однак, на думку новітніх дослідників, назва «далемниці» має слов'янське походження. Зустрічаються вони також і в Слов'янській хроніці у Гельмонда фон Бозау, який оповідає про те, що між доленчанами, ратарями, хижанами та черезпенянами в середині XI ст. раз у раз спалахували конфлікти. Імовірно, вони стосувалися верховенства в лютицькому союзі, на яке претендували доленчани та ратарі, що володіли святилищем Ретрою.
Столиця доленчан — м. Мішно (Майсен).
Між доленчанами та ратарями з одного боку та черезпенянами та хижанами з іншого простежуються як мінімум три міжусобиці, в результаті яких перші програли та звернулися по допомогу до князя бодричів Готшалка та саксонського герцога Бернхарда. В 1114 році сакси послали військо для підкорення хижан і черезпенян. За 15 тисяч марок був досягнутий мир, але багато з них було вбито або полонено. Гельмольд фон Бозау несхвально пригадує, що метою приходу саксів були тільки гроші, а не обернення язичницьких слов'ян у християнство.